# Pygmaeopagurus hadrochirus
Pygmaeopagurus hadrochirus är en kräftdjursart som beskrevs av McLaughlin 1986. Pygmaeopagurus hadrochirus ingår i släktet Pygmaeopagurus och familjen eremitkräftor. Inga underarter finns listade i Catalogue of Life.